# Inês Braga
Ines Braga (nacida el 28 de junio de 1984) es una jugadora de waterpolo femenino portuguesa, jugando en la posición de driver. Es parte del equipo nacional de waterpolo de Portugal. Compitió en el campeonato europeo de waterpolo femenino de 2016.